# Миатлинская ГЭС
Миатлинская ГЭС (авар. Миякьуб канлъулгьобо) — гидроэлектростанция на реке Сулак в Дагестане. Входит в состав Сулакского каскада ГЭС, является контррегулятором крупнейшей в каскаде Чиркейской ГЭС. Миатлинская ГЭС является одной из трёх гидроэлектростанций России с арочными плотинами (наряду с Чиркейской и Гунибской ГЭС). Станция входит в состав Дагестанского филиала ПАО «РусГидро».

## Конструкция станции
Миатлинская ГЭС представляет собой средненапорную плотинно-деривационную гидроэлектростанцию, большая часть напора на гидротурбинах которой создается при помощи плотины, меньшая часть - при помощи деривационного тоннеля.  Установленная мощность электростанции — 220 МВт, проектная среднегодовая выработка электроэнергии — 690 млн кВт·ч.
Сооружения гидроузла имеют II класс капитальности и включают в себя:
- бетонную арочную плотину наибольшей высотой 87 м и длиной по гребню 179 м, с бетонированным водобойным колодцем. Плотина имеет четыре водосливных отверстия на гребне, общей пропускной способностью 2160 м³/с при НПУ и 2500 м³/с при ФПУ;
- строительно-эксплуатационный тоннельный водосброс (выведен из эксплуатации);
- водоприёмник глубинного типа высотой 38,5 м;
- подводящий напорный деривационный туннель длиной 1,702 км и пропускной способностью 532 м³/с;
- подземный уравнительный резервуар;
- два турбинных водовода, каждый из которых состоит из подземной части длиной 135,4 м и наземной части длиной 22 м;
- береговое здание ГЭС;
- отводящий канал длиной 44 м;
- ОРУ 110 кВ.

В здании ГЭС установлено два вертикальных гидроагрегата мощностью по 110 МВт, с поворотно-лопастными турбинами ПЛ-60-В-600, работающими при расчётном напоре 46 м. Гидротурбины в целом изготовлены предприятием «Турбоатом», рабочие колеса турбин — фирмой Voith Hydro. Турбины приводят в действие гидрогенераторы ГСВ-1230-140-48 УХЛ4, изготовленные харьковским предприятием «Электротяжмаш». Электроэнергия с генераторов на напряжении 13,8 кВ подается на трехфазные силовые трансформаторы ТЦ-125000/110-70У1, а с них через открытое распределительное устройство напряжением 110 кВ — в энергосистему по следующим линиям электропередачи:
- ВЛ 110 кВ Миатлинская ГЭС — ПС Чирюрт, 2 цепи (Л-161, Л-162)
- ВЛ 110 кВ Миатлинская ГЭС — ПС Буйнакск-2 (Л-163)
- ВЛ 110 кВ Миатлинская ГЭС — ПС Чиркей ГПП (Л-164)

Напорные сооружения ГЭС образуют небольшое Миатлинское водохранилище. Площадь водохранилища при нормальном подпорном уровне 1,72 км², длина 14,8 км, максимальная ширина 0,3 км. Полная и полезная ёмкость водохранилища составляет 47,0 и 21,7 млн м³ соответственно, что позволяет осуществлять суточное регулирование стока. Отметка нормального подпорного уровня водохранилища составляет 156 м над уровнем моря (по Балтийской системе высот), форсированного подпорного уровня — 156,6 м, уровня мёртвого объёма — 142 м. При создании водохранилища было затоплен 151 гектар сельхозугодий.

## Экономическое значение
Миатлинская ГЭС является контррегулятором Чиркейской ГЭС, сглаживая колебания уровня р. Сулак, возникающие из-за неравномерности работы ГЭС. Также Миатлинская ГЭС обеспечивает водоснабжение городов Махачкала и Каспийск (водовыпуск Миатлинского водовода находится в уравнительном резервуаре ГЭС).

## История строительства
Миатлинская ГЭС была спроектирована институтом «Ленгидропроект» как следующая, после Чиркейской ГЭС, ступень каскада гидроэлектростанций на реке Сулак. Изыскательские работы были начаты в 1966 году. Первоначальный проект предполагал возведение гидроэлектростанции с приплотинным зданием ГЭС. В 1973 году был утверждён технический проект и принято решение о возведении станции, в 1974 году были начаты подготовительные работы по строительству Миатлинской ГЭС, в 1976 году были завершены работы по строительству автотранспортного туннеля в правобережных скалах реки, протяженностью 600 м, что позволило развернуть работы на основных сооружениях.
В 1977 году в результате подрезки склона при строительстве технологических дорог на правом берегу началось движение крупного оползня объёмом 17 млн м³, который уничтожил часть базы строительства и поставил под угрозу возможность реализации проекта. Строительство ГЭС было остановлено, в сжатые сроки пришлось выполнить крупномасштабные противооползневые работы, менять проектные решения. Была изменена компоновочная схема гидроузла, здание ГЭС было перенесено ниже по течению, в составе сооружений появилась тоннельная деривация. После утверждения скорректированного технического проекта, строительство станции было возобновлено. 22 апреля 1980 года была перекрыта река Сулак, 7 августа 1982 года в плотину был уложен первый кубометр бетона. Водосливная арочная плотина, бетонируемая по новой технологии — непрерывным способом «от берега до берега» — была возведена за один сезон, при максимально допустимой скорости возведения по высоте 12 м в месяц. 22 декабря 1985 года было начато затопление водохранилища. 1 января 1986 года был поставлен под промышленную нагрузку первый агрегат, 15 июля 1986 года пущен второй агрегат Миатлинской ГЭС.

## Модернизация станции
Гидротурбины ГЭС оказались неудачно спроектированы, в результате чего наблюдалось повышенное трещинообразование лопастей. Капитальные ремонты не решали проблему, в связи с чем стала рассматриваться возможность замены рабочих колес, причем в качестве одного из вариантов изучалось возможность смены гидротурбин с поворотно-лопастных на радиально-осевые. В ходе проведённых НПО ЦКТИ исследований, была выявлена неэффективность замены типа гидротурбин и возможность увеличения их мощности до 140 МВт. В 2011 году РусГидро заключило договор с фирмой Voith Hydro, предусматривающий замену рабочих колес и систем автоматического управления обеих гидротурбин, а также крышки турбины гидроагрегата № 1 Миатлинской ГЭС. Новые семилопастные рабочие колеса обладают повышенной прочностью и мощностью, что в перспективе, после замены генераторов, позволит увеличить мощность ГЭС ориентировочно до 240 МВт. Работы по модернизации первой гидротурбины были завершены в 2015 году, второй — в 2018 году. В ходе реконструкции также были заменены камеры рабочего колеса и нижние кольца направляющих аппаратов.
Также в 2015—2019 годах была заменена система возбуждения гидрогенераторов, проведена реконструкция оборудования гидросистемы шахты уравнительного резервуара и бетонных обделок и лотков штолен, галерей плотины, вспомогательного оборудования вторичной коммутации, систем водо- и воздухоснабжения, вентиляции и освещения штолен и галерей плотины. В 2020 году планируется начало работ по замене генераторных выключателей на современное элегазовое оборудование. В 2023 году завершена замена выключателей распределительного устройства на элегазовые